# Mel Parsons
Pour les articles homonymes, voir Parsons.
Mel Parsons, née le 21 octobre 1981 à Westport, est une autrice-compositrice-interprète néo-zélandaise.

## Biographie
Parsons nait le 21 octobre 1981 à Westport, et grandit dans une ferme de moutons et de bœufs au cap Foulwind, près de Westport, sur la côte ouest de l'île du Sud de la Nouvelle-Zélande. Parsons commence à jouer du piano et apprend la guitare vers 14 ans puis postule à 17 ans au conservatoire de musique de Nelson. Après une année d'école de musique, Parsons part à l'étranger pendant un certain temps, puis retourne en Nouvelle-Zélande pour intégrer l'université d'Auckland, où elle étudie la musique populaire et la performance, ainsi que l'histoire, l'anthropologie et l'espagnol[réf. souhaitée].
Parsons a vécu dans diverses régions du monde. Elle a passé un an près du désert d'Atacama au Chili et deux ans dans les montagnes Rocheuses au Canada.

## Carrière
En 2007, Parsons retourne en Nouvelle-Zélande pour commencer à travailler sur son premier album. L'album est écrit par Parsons et enregistré avec le coproducteur Shaun Elley et son groupe d'accompagnement, The Rhythm Kings. L'album Over My Shoulder sort en 2009. Parsons crée son propre label, Cape Road Recordings, sortant son album de manière indépendante tout en utilisant la société de musique néo-zélandaise Border Music pour la distribution. Tous ses albums sortiront sur son label[réf. souhaitée].
En 2011, Parsons sort son deuxième album studio, Red Grey Blue, avec Anika Moa et Greg Johnson aux harmonies, Bruce Lynch à la contrebasse et Don McGlashan au cor baryton notamment. L'album est enregistré au Studio One, Boatshed Studios et The Spare Room, à Auckland[réf. souhaitée].
Parsons enregistre son troisième album studio, Drylands aux Surgery Studios. L'album est conçu par Lee Prebble qui, avec l'ingénieur du mixage Oliver Harmer, remporte le New Zealand Music Award du meilleur ingénieur du son en 2015 pour l'album. L'une des chansons écrites par Parsons est un duo avec Ron Sexsmith , à qui elle avait décidé d'envoyer un e-mail pour qu'il interprète l'autre moitié de la chanson Don't Wait. Une autre chanson de l'album, Get Out Alive, est le résultat de ses écrits sur un dangereux accident de voiture dans lequel elle se trouvait, dont elle est sortie sans blessure grave, mais qui la fit réfléchir sur la vie.
Parsons sort son quatrième album, Glass Heart le 30 novembre 2018. Glass Heart est le premier album de Parsons enregistré en dehors de la Nouvelle-Zélande. Il est enregistré aux États-Unis à Santa Monica, en Californie, avec le producteur Mitchell Froom. La logistique et les finances rendent impossible le fait de faire venir son groupe d'accompagnement de Nouvelle-Zélande, alors Froom recrute des musiciens locaux pour soutenir Parsons sur l'album. Le groupe d'accompagnement de l'album est composé du bassiste Kaveh Rastegar, du guitariste Adam Levy et du batteur Ted Poor[réf. souhaitée].
Parsons effectue des tournées avec Amelia Dunbar et Emma Newborn (The Bitches Box). Bien qu'elle tourne parfois seule, et parfois avec son groupe d'accompagnement, elle se joint aussi à un grand collectif de musiciens néo-zélandais, Fly My Pretties. Elle fait une tournée en Australie avec Anika Moa. Parsons est invité à se produire à la Folk Alliance International en 2014, 2015 et 2017[réf. souhaitée].
Parsons sort son cinquième album studio, Slow Burn, le 16 septembre 2022. Il contient les singles Carry On, Already Gone et la chanson titre Slow Burn[réf. souhaitée].
En 2023, elle enregistre chez elle à Lyttelton, avec le producteur Josh Logan, son compagnon, l'album Offer Down qu'elle sort en 2024, avant une tournée en Nouvelle-Zélande avec le groupe australien The Teskey Brothers en décembre 2023.

## Vie privée
Elle a pour compagnon Josh Logan et est mère de quatre enfants nés entre 2013 et 2021.

## Discographie
Albums
- Over My Shoulder (2009)
- Red Grey Blue (2011)
- Drylands (2015)
- Glass Heart (2018)
- Slow Burn (2022)

## Récompenses

### New Zealand Music Awards
- 2016 : Meilleure chanson country[réf. souhaitée]
- 2020 : Meilleure artiste folk[réf. souhaitée]